# Alfred Olsen
Alfred Olsen (Tórshavn, 1947. március 30.) feröeri politikus, a Sambandsflokkurin tagja.

## Pályafutása
Számviteli végzettséget szerzett a feröeri kereskedelmi főiskolán. 1977 óta Nes község jegyzője, 1998 óta pedig a Løgting tagja. 2004 és 2008 között az igazságügyi bizottság elnöke és a gazdasági bizottság tagja volt, 2008 óta pedig az igazságügyi bizottság tagja és a parlament második alelnöke.

## Magánélete
Szülei Jens Christian Olsen politikus és Svanhilda Olsen. Feleségével, Marjon Olsennel és négy gyermekükkel együtt Saltnesben él.

## Fordítás
- Ez a szócikk részben vagy egészben az Alfred Olsen című norvég Wikipédia-szócikk ezen változatának fordításán alapul.  Az eredeti cikk szerkesztőit annak laptörténete sorolja fel. Ez a jelzés csupán a megfogalmazás eredetét és a szerzői jogokat jelzi, nem szolgál a cikkben szereplő információk forrásmegjelöléseként.